# Thiết bị hiển thị

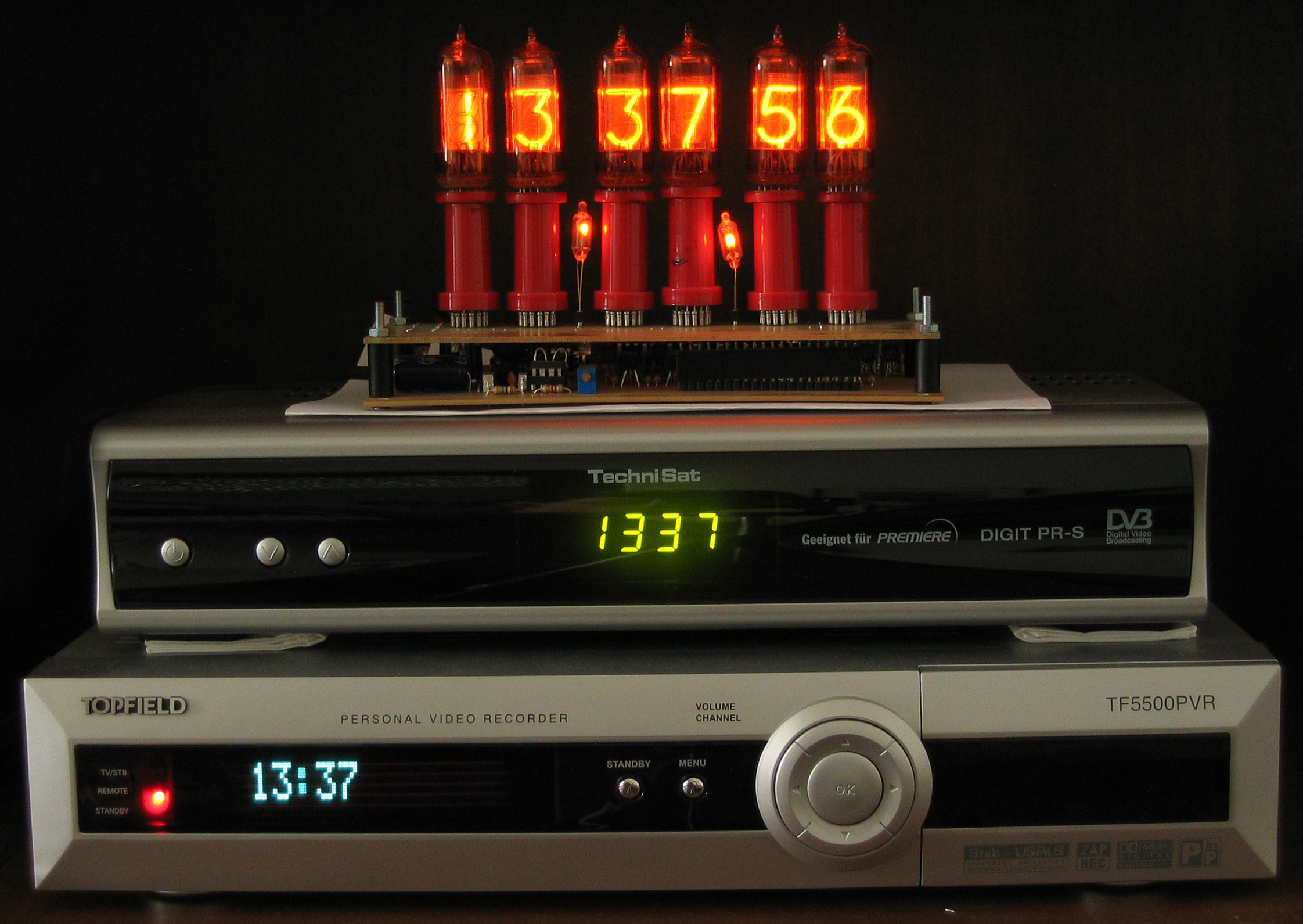
Đèn Nixie, Màn hình LED và Màn hình VF, từ trên xuống dưới

Một thiết bị hiển thị là một thiết bị thể hiện hình ảnh. Hầu hết màn hình tác động tới mắt để tạo hình ảnh; nhưng cũng có màn hình dành riêng cho người mù sử dụng chuyển động cơ học thay đổi độ lồi lõm của một bề mặt để người mù cảm nhận được hình ảnh qua ngón tay.

## Các thiết bị hiển thị thông dụng gồm
- Màn hình dùng công nghệ điện tử tương tự
  - Màn hình CRT (đèn hình)
- Màn hình dùng công nghệ điện tử số
  - Giấy điện tử
  - Màn hình LED
  - Màn hình tinh thể lỏng
    - Màn hình HPA
    - Màn hình TFT

  - Màn hình OLED
  - Màn hình Plasma
  - Màn hình ống nanô cácbon
- Màn hình 3 chiều
- Máy chiếu
  - Máy chiếu dùng công nghệ điện tử tương tự
    - Máy chiếu rạp phim
    - Máy chiếu dương bản

  - Máy chiếu dùng công nghệ điện tử số
    - Máy chiếu số
- Màn hình Braille
- Màn hình 7 thanh (dùng để hiện thị số từ 0 đến 9 trong máy tính bỏ túi, đồng hồ,...)
- Màn hình 14 thanh
- Màn hình 16 thanh
- Máy in
  - Máy in phun
  - Máy in laser
  - Máy in nhiệt
  - Máy in kim